# Justified: City Primeval
Justified: City Primeval es una serie de televisión limitada estadounidense de wéstern, crimen y drama desarrollada por los showrunners Dave Andron y Michael Dinner. La serie continúa la historia de Justified inspirándose en las novelas de Elmore Leonard City Primeval: High Noon in Detroit y Fire in the Hole. Timothy Olyphant vuelve a protagonizar la serie interpretando a Raylan Givens, un alguacil de Estados Unidos. El 1 de junio de 2023 se celebró un estreno mundial en el Festival de Televisión de ATX, y la serie se estrenó en FX el 18 de julio de 2023, con episodios consecutivos.

## Sinopsis
La serie sigue a Raylan Givens quien abandona Kentucky y se traslada a Miami, donde continúa trabajando como alguacil de Estados Unidos mientras ayuda a criar a su hija. Pronto se encuentra en Detroit, persiguiendo al Salvaje de Oklahoma, Clement Mansell, que ha estado eludiendo a la policía de Detroit.

## Elenco

### Principal
- Timothy Olyphant como Raylan Givens: un alguacil de Estados Unidos.
- Aunjanue Ellis como Carolyn Wilde: una abogada defensora.
- Vondie Curtis Hall como Marcus «Sweety» Sweeton: el propietario de un bar.
- Adelaide Clemens como Sandy Stanton: El socio de Clement
- Marin Ireland como Maureen Downey: un detective del Departamento de Policía de Detroit (DPD)
- Victor Williams como Wendell Robinson: un detective del DPD
- Norbert Leo Butz como Norbert Bryl: un detective del DPD
- Boyd Holbrook como Clement Mansell: un violento y despiadado criminal conocido como «El salvaje de Oklahoma».

### Recurrente
- Vivian Olyphant como Willa Givens: la hija de 15 años de Raylan.
- Ravi V. Patel como Rick Newley

### Invitados especiales
- Keith David como el Juez Alvin Guy
- Paul Calderón como el Detective Raymond Cruz

### Invitados
- Amin Joseph como Jamal
- Regina Taylor como Diane

## Episodios
| N.º | Título                 | Dirigido por          | Escrito por                   | Fecha de emisión original | Código de prod. | Audiencia (millones) |
| --- | ---------------------- | --------------------- | ----------------------------- | ------------------------- | --------------- | -------------------- |
| 1   | «City Primeval»        | Michael Dinner        | Dave Andron & Michael Dinner  | 18 de julio de 2023       | XZJV1001        | 0.493                |
| 2   | «The Oklahoma Wildman» | Michael Dinner        | Dave Andron & Michael Dinner  | 18 de julio de 2023       | XZJV1002        | 0.848                |
| 3   | «Backstabbers»         | Jon Avnet             | Eisa Davis & Chris Provenzano | 25 de julio de 2023       | XZJV1003        | 0.560                |
| 4   | «Kokomo»               | Gwyneth Horder-Payton | Taylor Elmore                 | 1 de agosto de 2023       | XZJV1004        | 0.603                |
| 5   | «You Good?»            | Kevin Rodney Sullivan | Eisa Davis & Chris Provenzano | 8 de agosto de 2023       | XZJV1005        | 0.573                |
| 6   | «Adios»                | Sylvain White         | Taylor Elmore & V.J. Boyd     | 15 de agosto de 2023      | XZJV1006        | 0.573                |
| 7   | «The Smoking Gun»      | Katrelle Kindred      | Dave Andron & Michael Dinner  | 22 de agosto de 2023      | —               | —                    |
| 8   | «The Question»         | Michael Dinner        | Dave Andron & Michael Dinner  | 29 de agosto de 2023      | —               | —                    |

## Producción
En marzo de 2021, se anunció que el equipo de producción detrás de Justified estaba trabajando conjuntamente para desarrollar una nueva serie basada en City Primeval de Elmore Leonard. En ese momento, se rumoreó que posiblemente sería una serie serie derivada de Justified. En enero de 2022, FX confirmó las especulaciones sobre el renacimiento de Justified al anunciar que se estaba desarrollando una nueva miniserie de Justified inspirada en City Primeval. Dave Andron y Michael Dinner serían los showrunners, y Dinner también dirigiría. City Primeval sigue a un personaje diferente, por lo que la historia se está ajustando para utilizar a Raylan Givens como protagonista en su lugar. En febrero de 2022, surgieron informes de que Quentin Tarantino estaba en conversaciones para posiblemente dirigir un episodio o dos también, ya que es un fan de la obra de Leonard, después de haber adaptado la novela de Leonard Rum Punch en la película Jackie Brown, junto con la inspiración de Leonard en otras obras de Tarantino. En abril de 2022, se confirmó que Tarantino no dirigiría la serie.
Timothy Olyphant aceptó repetir el papel del alguacil Raylan Givens. En mayo de 2022, justo antes del inicio de la producción en Chicago, se anunció que Aunjanue Ellis, Boyd Holbrook, Adelaide Clemens, Vondie Curtis Hall, Marin Ireland, Victor Williams, Norbert Leo Butz y la hija de Timothy Olyphant, Vivian Olyphant se unieron al elenco. Ravi Patel también se unió al elenco recurrente poco después.
La producción se detuvo temporalmente durante el rodaje en Chicago cuando cuatro autos atravesaron las barricadas del set mientras se producía un tiroteo. Sony Pictures Television aumentó la seguridad de la producción, pero tres semanas después, el rodaje se interrumpió de nuevo cuando se lanzó un artefacto incendiario hacia el set. El artefacto no explotó y nadie resultó herido.

## Lanzamiento
Justified: City Primeval tuvo su estreno mundial en la noche de apertura del FEstival de Televisión de ATX el 1 de junio de 2023. Se estrenó en FX el 18 de julio de 2023, con los dos primeros episodios. La serie comenzó a emitirse en Star en Disney+ en Australia y Nueva Zelanda a partir del 19 de julio. En Latinoamérica se estrenará el 13 de septiembre de 2023 en Star+.

## Recepción
En el sitio web del agregador de reseñas Rotten Tomatoes tiene un índice de aprobación del 92%, basándose en 39 reseñas con una calificación media de 8/10. El consenso crítico dice: «El encanto de Timothy Olyphant no muestra signos de apagarse en City Primeval, un regreso introspectivo y muy bienvenido para Raylan Givens.». En Metacritic, tiene una puntuación media ponderada de 79 de 100, basada en 24 reseñas, indicando «reseñas generalmente favorables».
Chris Vognar de TheWrap escribió: «Sus ocho episodios no se arrastran ni decaen, y el procedimiento de injerto de piel de unir a Raylan a una historia que estaba muy bien sin él sale sin problemas». Marcus Shorter, de Consequence, dijo: «[El equipo creativo] hizo lo imposible: continuó su serie de éxito sin traicionar su legado y, lo que es más importante, contó una historia convincente que se sentía necesaria para los personajes y la audiencia».